# Sergio Costa (Politiker)

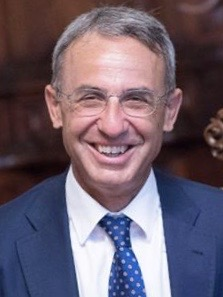
Sergio Costa (2019)

Sergio Costa (* 22. April 1959 in Neapel) ist ein italienischer Politiker (Parteilos) und ehemaliger Offizier der Carabinieri. Er war von 2018 bis 2021 italienischer Umweltminister in den Kabinetten Conte I und Conte II.

## Leben
Costa studierte an der Universität Neapel Federico II Agrarwissenschaften. 1987 trat er der staatlichen Forstwache (italienisch Corpo Forestale dello Stato) bei. 2005 wechselte er zur Provinzpolizei der Provinz Neapel und stand ihr als Kommandant bis 2008 vor. In dieser Zeit machte er 2006 einen Master in Umweltrecht.
Nach seiner Rückkehr zur staatlichen Forstwache wurde er 2009 zunächst zum Kommandanten der regionalen Forstwache der Region Basilikata berufen, bevor er 2012 das Kommando der Forstwache der Provinz Neapel übernahm und von 2014 bis 2017 der Forstwache der gesamten Region Kampanien vorstand. Seit Auflösung und Übernahme der Forstwache in die Carabinieri 2017 trägt Costa den Rang eines Brigadegenerals der Carabinieri. Bis zu seiner Ernennung zum italienischen Umweltminister am 1. Juni 2018 leitete er die für Umweltschutz zuständige Abteilung der Carabinieri (italienisch Comando unità forestali, ambientali e agroalimentari) in der Region Kampanien.
Costas Name ist eng mit der Bekämpfung der illegalen Machenschaften der sogenannten Ökomafia verbunden. So deckte er die illegale Giftmüllentsorgung durch kriminelle Organisationen in den Provinzen Neapel und Caserta, in der sogenannten Terra dei fuochi, Anfang der 2000er Jahre auf, darunter auch illegal betriebene Giftmülldeponien im Nationalpark Vesuv.
Ende Februar 2018 wurde er von Luigi di Maio im Falle eines Wahlsieges der Fünf-Sterne-Bewegung bei den Parlamentswahlen 2018 als Umweltminister vorgeschlagen und als solcher im Kabinett Conte I in der Regierungskoalition mit der Lega am 1. Juni 2018 vereidigt. Als Umweltminister setzte er, mit seinem Rücktritt drohend, einen Aufschub über den von der Lega geforderten weiteren Ausbau der Erdöl- und Erdgasförderung vor der italienischen Küste durch. Die Bekämpfung von Plastikmüll war ein weiterer Schwerpunkt seiner ersten Amtszeit. Hierzu verabschiedete die italienische Regierung ein Gesetz, das Fischern erlaubt, in Netzen hängen gebliebenes Plastik an Land zu transportieren. Vorher hatten sie in der Regel Plastikbeifang ins Meer zurückbefördert, um nicht wegen illegalen Mülltransports angezeigt zu werden. Dabei erhalten nun Fischer, die sich daran beteiligen, ein Umweltsiegel. Zusätzlich wurden kostenlose Sammelstellen im Hafengebiet eingerichtet. Costa bezeichnete die Fischer als „fantastische Verbündete“ im Kampf gegen die Plastikverschmutzung der Meere, weil sie dieses Umweltproblem „besser als alle anderen kennen“.
Nach dem Bruch der Koalition aus Fünf-Sterne-Bewegung und Lega wurde der parteilose Costa im September 2019 als Umweltminister auch im Kabinett Conte II bestätigt. Seine Amtszeit endete im Februar 2021 mit der Ernennung des Kabinett Draghi, welchem er nicht mehr angehörte. Bei den Parlamentswahlen 2022 trat er für die Fünf-Sterne-Bewegung für ein Direktmandat in der Abgeordnetenkammer im Wahlkreis Neapel an und konnte sich erfolgreich gegen seinen ehemaligen Fürsprecher Luigi Di Maio (Impegno Civico) durchsetzen.